# Janine Charrat
Janine Charrat (Grenoble, 24 luglio 1924 – Rueil-Malmaison, 29 agosto 2017) è stata una ballerina e coreografa francese.

## Biografia
Janine Charrat fu un talento molto precoce, difatti iniziò ad esibirsi all'età di sette anni,esordendo bambina nel film La morte del cigno (1937), allieva di Ljubov' Nikolaevna Egorova e di Alexandre Volinine.
Successivamente, all'età di quindici anni, ballò diretta da Serge Lifar, invece nel 1941 si esibì in numerosi spettacoli con Roland Petit.
Nel 1946, subito dopo la fine della seconda guerra mondiale, la Charrat venne scritturata dal Nouveau Ballet de Montecarlo, dopo aver riscosso un grande successo come coreografa (1945) nel Jeu de cartes di Igor Stravinskij,per i Ballets des Champs-Èlysées.
Nel 1948 collaborò con i Ballets de Paris di Roland Petit e, infine, nel 1951 formò una propria compagnia, Les Ballets de Janine Charrat, che realizzò lunghe tournée in Europa, ottenendo grandi successi con la compagnia, che fu ribattezzata nel 1953 Le Ballet de France.
Tra le altre sue realizzazioni, si può ricordare, nel 1956, l'allestimento dei Sette peccati capitali, con musiche di Antonio Verretti e, fra i solisti, Tamara Tumanova.
Nel 1961 subì un grave incidente: durante una registrazione su un set televisivo il suo tutù prese fuoco da un candeliere, le fiamme la avvolsero e rimase ustionata al 70%. Riuscì a riprendersi e a ritornare in attività 15 mesi dopo, dirigendo il balletto dell'opera di Ginevra dal 1962 al 1964. Tornò anche alla danza nel 1964, per poi lasciarla definitivamente nel 1968.
Con il passare degli anni si caratterizzò per la tendenza a balletti più spettacolari, tra i quali si possono menzionare soprattutto Les collectionneurs (1972) e Signe 7 (1974).
Successivamente si è impegnata soprattutto nell'insegnamento.
Nel 1980 ricevette l'incarico di direttrice per la danza del Centro Pompidou a Parigi.

## Opere

### Balletti
- La Marchande d'eau fraîche, musica di Jacques Ibert (1931);
- La Vierge à la crèche, musica di César Franck (1931);
- Sur l'eau, musica di Claude Debussy (1931);
- Pavane pour une infante défunte, musica di Maurice Ravel (1932);
- Boléro, musica di Maurice Ravel (1933);
- Valse, musica di Johann Strauss III (1933);
- La Poupée brisée, musica di Maurice Ravel (1934);
- La cathédrale engloutie, musica di Claude Debussy (1935);
- Danse avant l'aube, musica d'Alexandre Tcherepnine (1940);
- Alexandre le Grand, musica di Philippe Gaubert (1940);
- La Légende de la licorne, musica di Francis Poulenc (1942);
- Avant le bal, musica di Franz Schubert (1943);
- Les Souliers rouges, musica di Maurice Thiriet (1943);
- Sur la route, musica di Pablo de Sarasate (1943);
- La Classe, musica di Maurice Thiriet (1944);
- Soupir, musica di Franz Liszt (1944);

### Coreografie
- Jeu de cartes, libretto e musica di Igor Stravinskij (1945);
- Cressida, musica di Tony Aubin (1946);
- Concerto n° 3, musica di Sergej Prokof'ev (1947);
- Danseuse de Degas, musica di Ivan Semenoff (1947);
- Brazileira, musica di Darius Milhaud (1947);
- La Petite Fille aux allumettes, musica di Joseph Kosma (1947);
- Idylle, musica di R. Jordania (1947);
- L'Âme heureuse, musica di Charles Koechlin (1948);
- La Nuit, musica di Henri Sauguet (1949);
- Nuit et Jour, musica di Pëtr Čajkovskij (1950);
- Ballade, musica di Fryderyk Chopin (1951);
- Concerto, musica di Edvard Grieg (1951)
- La Mort de Mimi Pinson, musica di Felix Mendelssohn (1951);
- Quatre Gestes pour un génie, musica di W. Garett e Maurice Jarre (1952);
- Jeux d'eau, musica di Maurice Ravel e Claude Debussy (1952);
- Les Algues, musica di Guy Bernard (1953);
- Première Symphonie, musica di Ludwig van Beethoven (1954);
- Histoire du soldat, musica di Igor Stravinskij (1955);
- Sampiero Corso, musica di Henri Tomasi (1956);
- Les Liens, musica di Ivan Semenoff (1957);
- Chimère, musica di Jacques Thiérac (1958);
- Électre, musica di Henri Pousseur (1960);
- Le Combat de Tancrède, musica di Claudio Monteverdi (1961);
- Don Carlos, musica di Giuseppe Verdi (1963);
- Salomé, musica di Richard Strauss (1965);